# EComStation
eComStation ou eCS, como é popularmente abreviado, é um sistema operacional para computadores PC baseado no antigo IBM OS/2, e é desenvolvido pela Serenity Systems. Ele inclui vários aditamentos e não o software que estava presentes na versão IBM do sistema.

## História

### Origem
Quando ficou claro que a IBM não divulgaria nenhuma nova versão do OS/2 em 1996, os usuários passaram a considerar outras alternativas, que na época era o Windows 98 e Linux. A IBM lançou uma versão final de sua edição de servidor, a IBM OS/2 Warp Server para e-Business ou WSeB, internamente chamado de versão 4.5. A IBM também continuou atualizando o cliente e as peças mescladas do mesmo com o servidor, por isso foi proposto por Bob St. John da Serenity Systems, que uma empresa OEM pode e deve criar seu próprio cliente, utilizando o seu OS/2 com atualizações da IBM e adicionando suas próprias melhorias onde for necessário. Mas a Serenity como um parceiro de negócios IBM havia feito algo semelhante com aplicações baseadas no OS/2, como o Managed Client Serenity, uma rápida implantação SO baseado no Workspace On-Demand, eComStation eServer, um servidor gerenciado com base no WSeB. O OS / 2 fornecedores de software Stardock fez uma tal proposta para a IBM em 1999, mas não foi acompanhada através da empresa.

### Status atual
O eComStation é atualmente desenvolvido pela IBM, Serenity, Mensys, e várias empresas terceirizadas e os indivíduos. Embora o OS/2 não é mais vendido pela IBM, o eComStation será desenvolvido e vendido enquanto ele continua a ser rentável, de acordo com Serenity. O mais recente grande lançamento, a versão 2, foi lançado durante a Warpstock Europe que se realizou entre 14 e 16 maio de 2010. Uma versão atualizada 2.1 seguiu um ano depois, em maio de 2011.

### Versões
Data da última edição tomadas a partir dos CDs de instalação, as datas de lançamento oficial podem ser diferente.
- 29 de setembro de 2000 - eComStation Preview
- 10 de agosto de 2001 - eComStation 1.0
- 19 de abril de 2003 - eComStation 1.1
- 12 de agosto de 2004 - eComStation 1.2
- 4 de novembro de 2005 - eComStation 1.2R (atualizações)
- 18 de junho de 2007 - eComStation 2.0 RC1
- 25 de dezembro de 2007 - eComStation 2.0 RC4
- 4 de setembro de 2008 - eComStation 2.0 RC5
- 6 de dezembro de 2008 - eComStation 2.0 RC6
- 11 de agosto de 2009 - eComStation 2.0 RC7 Silver
- 15 de maio de 2010 - eComStation 2.0 GA
- 7 de maio de 2011 - eComStation 2.1 GA

## Diferenças entre OS/2 e eCS

### Versão 1
A versão original de eComStation 1 foi lançado em 2001 e é baseado no OS/2 Warp 4 originalmente lançado pela IBM em 1996, com os seguintes acréscimos, além de outros:
A IBM forneceu atualizações de software e componentes que acompanham o lançamento de 1999 do servidor WSeB mas que não sido disponibilizado para usuários da versão cliente. Estes incluem um kernel atualizado de 32 bits, TCP/IP associados à utilitários de rede, firewall, sistema de arquivos JFS, Logical Volume Manager e muito mais.
A IBM forneceu atualizações para o sistema operacional que havia sido disponibilizado como atualizações, mas não tinha sido oferecido como uma opção de instalação. Estes incluem os drivers atualizados, componentes do sistema, novas versões do Java, SciTech SNAP Professional e utilitários do sistema.
A IBM forneceu atualizações que antes só tinha sido oferecido a clientes corporativos com contratos de manutenção.
Utilitários e drivers licenciadas de terceiros, incluindo suporte para scanner e drivers para várias placas de série.
Melhorias no sistema desenvolvido pela Serenity propriamente dito, incluindo um novo instalador, melhorias de interface do usuário implementadas como classes WPS e um sistema de rápida implantação com base no Serenity Managed Client.
Uma série de mudanças de configuração do sistema, pequenos utilitários e drivers desenvolvido por todos de forma geral. Estes incluem a mudança para o clássico REXX from Object REXX para melhor compatibilidade com código legado e um número de condutores do sistema de armazenamento desenvolvido por Daniela Engert.

### Versão 2
A versão 2.0 do eComStation acrescenta, entre outras coisas:
- Versão inicializável do JFS
- Suporte a ACPI
- Um novo controlador de placa gráfica genérica chamada Panorama
- Redimensionamento de partições do disco rígido
- Um novo cliente para acessar CIFS/SMB (Estilo do Windows) recursos de rede local (com suporte para arquivos e impressoras)
- Atuais versões do Firefox e Thunderbird para navegação e e-mail

## Programas de código aberto
Os seguintes pacotes open-source estão disponíveis para eComStation e são ativamente mantidas:
- GCC
- Open Watcom
- Harbour, um compilador Clipper compatível para a família xBase das linguagens de programação
- Qt
- Uma paleta de produtos Mozilla (chamados coletivamente de Warpzilla):

Firefox
SeaMonkey
Thunderbird
- Samba
- Ghostscript
- CUPS
- OpenOffice
- MPlayer
- VLC media player

## Requerimentos de sistema
As especificações mínimas para rodar o eComStation está listada na tabela a seguir.
| Processador        | Intel Pentium 133 MHz ou equivalente (incluindo Intel Celeron, PIII, P4 e AMD K6, Athlon e Duron) | Intel Pentium 133 MHz ou equivalente (incluindo Intel Celeron, PIII, P4 e AMD K6, Athlon e Duron) |
| Memória (RAM)      | 48 MB de RAM (mínimo necessário para a instalação do CD)                                          |                                                                                                   |
| Placa gráfica      | Placa de vídeo VGA com pelo menos 512 KB de memória                                               | Placa de vídeo VGA com pelo menos 512 KB de memória                                               |
| Espaço Livre em HD | 500 MB de espaço em disco disponível                                                              |                                                                                                   |
| Unidade óptica     | Unidade de CD-ROM                                                                                 | Unidade de CD-ROM                                                                                 |